# Tha Carter IV
Tha Carter IV är det nionde studioalbumet från den amerikanska rapparen Lil Wayne. Albumet skulle ursprungligen ha släppts den 16 maj 2011, men blev av olika anledningar uppskjutet. Flera av anledningarna kan man höra i hans mixtape, '"sorry4thewait", som kom ut i juli 2011. The Carter IV kom ut i butikerna den 29 augusti 2011. Gästartister är bland andra Rick Ross, Drake, Bun B, Busta Rhymes, Tech N9ne och T-Pain.

## Singlar
"6 Foot 7 Foot", "John", "How to Love" och "She Will" är singlar som har släppts från albumet.